# Shang’an (sockenhuvudort i Kina, Hainan Sheng, lat 18,88, long 109,83)
Shang'an är en sockenhuvudort i Kina. Den ligger i provinsen Hainan, i den södra delen av landet, omkring 140 kilometer söder om provinshuvudstaden Haikou. Antalet invånare är 6 113. Befolkningen består av 2 671 kvinnor och 3 442 män. Barn under 15 år utgör 22,0 %, vuxna 15-64 år 70 %, och äldre över 65 år 6,0 %.
Runt Shang'an är det ganska tätbefolkat, med 60 invånare per kvadratkilometer. Närmaste större samhälle är Heping, 19,8 km öster om Shang'an. I omgivningarna runt Shang'an växer i huvudsak städsegrön lövskog.
Genomsnittlig årsnederbörd är 2 305 millimeter. Den regnigaste månaden är juli, med i genomsnitt 380 mm nederbörd, och den torraste är januari, med 15 mm nederbörd.